# Hersilia silvatica
Hersilia silvatica là một loài ruồi trong họ Tachinidae.